# Tersztyánszkyné Vasadi Éva
Tersztyánszky Ödönné Vasadi Éva  (Budapest, 1936. február 23. –)  magyar jogász, az első magyar női alkotmánybíró.

## Tanulmányai
Általános iskolai tanulmányait a budapesti Mikszáth téri iskolában (az 1953-ban megszüntetett „Sacré Coeur”-ben), középiskolai tanulmányait a budapesti XIV. kerületi Állami Tanítóképzőben végezte, 1954-ben érettségizett.
Jogi tanulmányait a budapesti Eötvös Loránd Tudományegyetem Állam- és Jogtudományi Karán folytatta, 1958-ban szerzett diplomát és avatták doktorrá "summa cum laude" minősítéssel.

## Pályafutása
1958 és 1961 között a Budapesti 21. sz. Ügyvédi Munkaközösség ügyvédjelöltje, kétéves ügyvédjelölti gyakorlat után tette le az ügyvédi-jogtanácsosi vizsgát 1962-64 között, ezek után tanítói oklevelet szerzett.
1961-től 1966-ig az OTP Pest megyei Igazgatóság vezető jogtanácsosa, a hetvenes évek elejétől az OTP Központ Jogi Igazgatóságán vezető jogtanácsos, majd az OTP Lakáshitelezési- és Beruházási Főosztály vezetője volt 1989. március 15-éig. Ez  idő alatt részt vett a különböző lakáshitelezési és szociálpolitikai kedvezményekre, lakáskoncepciókra, valamint az adózásra vonatkozó jogszabályok előkészítésében, a belső szabályozások elkészítésében. Az OTP saját beruházásában épülő lakásépítésekkel kapcsolatos jogi munkák szintén a hatáskörébe tartoztak. 
Az OTP megyei hálózatában működő jogászok szakmai továbbképzésében és munkájuk ellenőrzésében tevékenyen vett rész.
1989. március 15-e után meghívást kapott az akkor alakult Alkotmánybíróságra főtanácsosként, először Kilényi Géza alkotmánybíróé, utána pedig Németh Jánosnak, az Alkotmánybíróság elnökének a főtanácsosa.
1990-től a Jogi Szakvizsga Bizottság cenzora lett. 1997-től a Pázmány Péter Katolikus Egyetemen címzetes docensként pénzügyi jogot oktat, az 1998-tól gazdasági dékánhelyettes volt egészen az alkotmánybírói megválasztásáig.
1999. július 1-jével választotta meg a magyar Országgyűlés alkotmánybíróvá,  2006 februárjáig volt alkotmánybíró. 

## Díjai, elismerései
2006. október 23.: a Magyar Köztársasági Érdemrend középkeresztje a csillaggal (az átadáson csak Sólyom Lászlóval és Szili Katalinnal fogott kezet, Gyurcsány Ferenccel nem)

## Családja
1961-ben kötött házasságot Tersztyánszky Ödönnel, (aki legfelsőbb bírósági bíró, majd alkotmánybíró), három leánygyermekük van: Katalin, Orsolya, Dorottya.